# П'єр Наталіне Мулароні
П'єр Наталіне Мулароні (31 березня 1948 — † 17 грудня 2011) — політик Сан-Марино. Глава держави Сан-Марино (1995—1996).

## Життєпис
П'єро Наталіно Мулароні був членом християнско-демократичної партії Сан-Марино PDCS і тимчасово президентом Ради партії. Він був чотири рази обраний за списком PDCS до парламенту Сан-Маріно, Генеральна рада Сан-Марино, депутатом якого був з 1978 по 1998 рік. На загальних виборах 1998 року він знову балотувався в PDCS, але не зміг увійти до парламенту.
З 1978 по 1986 рр. в Сан-Марино провладною коаліцією була Комуністична партія Сан-Марино та Соціалістична партії Сан-Марино, Християнсько-демократична партія була найбільшою опозиційною партією. У 1986 році коаліція розпалася, і альянс ХДП забезпечив новий уряд до кінця законодавчого періоду в 1988 році. Мулароні став міністром праці. Після парламентських виборів 1988 року християнські демократи та комуністи продовжили свою коаліцію, Мулароні залишився міністром праці. Через два роки кабінет був реструктуризований у 1990 році, і Мулароні став міністром з питань території, навколишнього середовища та сільського господарства. Після виборів 1993 року Мулароні більше не входив до складу нового уряду.
З 1 жовтня 1995 по 1 квітня 1996 рр. Мулароні був обраний разом з Маріно Вентуріні на посаду глави держави капітаном-регентом.
Після виходу з парламенту Мулароні був головою Банка-ді-Сан-Марино з 1999 по 2004 рік.
17 грудня 2011 року помер у лікарні Борго Маджоре, залишивши після себе дружину та трьох дітей.